# Pineda de Mar
Pineda de Mar és una vila i municipi de la comarca del Maresme. Es troba arran de mar entre Calella i Santa Susanna, cap a l'interior limita amb el municipi de Tordera. L'1 de gener del 2018 tenia 28.157 habitants. El seu mercat setmanal té lloc els dimecres a Poblenou i els divendres al Passeig Marítim.
Pineda de Mar ostenta la I Fira del Món Geganter el 2007

## Geografia
- Llista de topònims de Pineda de Mar (Orografia: muntanyes, serres, collades, indrets, etc.; hidrografia: rius, fonts, etc.; edificis: cases, masies, esglésies, etc).

El terme municipal de Pineda de Mar limita amb:
| Tordera                 |  | Santa Susanna |
| Sant Cebrià de Vallalta |  |               |
| Calella                 |  | mar           |

## Política

### Resultats electorals

#### Resultats municipals 2019
En les eleccions municipals 2019 va sortir reelegit com a alcalde en Xavier Amor i Martín, amb la següent composició del ple municipal:
| Candidatura | Candidatura                      | Cap de llista          | Vots   | Regidors | % vots |
| ----------- | -------------------------------- | ---------------------- | ------ | -------- | ------ |
|             | PSC                              | Xavier Amor i Martín   | 5.587  | 12       | 45,85% |
|             | ERC - Junts per Pineda           | Mònica Palacín i París | 3.228  | 7        | 26,89% |
|             | Pineda en Comú - En Comú Guanyem | Marcos Ortega Canillas | 895    | 1        | 7,34%  |
|             | En Marxa - Junts per Catalunya   | Noemí Llorens Lleonart | 833    | 1        | 6,84%  |
|             | Ciutadans                        |                        | 607    | -        | -      |
| Total       | Total                            | 19.732                 | 19.732 | 21       |        |

#### Eleccions al Parlament de Catalunya 2017
| Candidatura | Candidatura             | Cap de llista          | Vots   | Regidors | % vots |
| ----------- | ----------------------- | ---------------------- | ------ | -------- | ------ |
|             | Ciutadans               | Inés Arrimadas         | 4.629  |          | 31,03  |
|             | ERC-CatSí               | Oriol Junqueras        | 2.941  |          | 19.72  |
|             | JxCAT                   | Carles Puigdemont      | 2.821  |          | 18,91  |
|             | PSC                     | Miquel Iceta           | 2.221  |          | 14,89  |
|             | CeC-Podem               | Xavier Domènech        | 868    |          | 5,82   |
|             | PPC                     | Xavier García Albiol   | 727    |          | 4,87   |
|             | CUP-CC                  | Carles Riera Albert    | 466    |          | 3,12   |
|             | PACMA                   | Ana Bayle Garcia       | 158    |          | 1,06   |
|             | Recortes Cero-Grup Verd | Nuria Suárez Hernández | 37     |          | 0,25   |
| Total       | Total                   | 14.986                 | 14.986 |          | 78,90  |

#### Alcaldia
| Període      | Nom de l'alcalde/-essa             | Partit polític        | Data de possessió |
| ------------ | ---------------------------------- | --------------------- | ----------------- |
| 1979 - 1983  | Josep Aragonès i Montsant          | Unió de Pineda de Mar | 19/04/1979        |
| 1983 - 1987  | Josep Aragonès i Montsant          | Unió de Pineda de Mar | 28/05/1983        |
| 1987 - 1991  | Josep Lluís Fillat Claver          | PSC                   | 30/06/1987        |
| 1991 - 1995  | Josep Lluís Fillat Claver          | PSC                   | 15/06/1991        |
| 1995 - 1999  | Salvador Llorens Llinas            | CiU                   | 17/06/1995        |
| 1999 - 2003  | Joan Morell Comas                  | CiU                   | 03/07/1999        |
| 2003 - 2007  | Joan Morell Comas                  | CiU                   | 14/06/2003        |
| 2007 - 2011  | Xavier Amor Martín                 | PSC                   | 16/06/2007        |
| 2011 - 2015  | Xavier Amor Martín                 | PSC                   | 11/06/2011        |
| 2015 - 2019  | Xavier Amor Martín                 | PSC                   | 13/06/2015        |
| 2019 - 2023  | Xavier Amor Martín                 | PSC                   | 15/06/2019        |
| Des del 2023 | Xavier Amor Martín / Sílvia Biosca | PSC                   | 17/06/2023        |

### Geologia
Els boscos i la vegetació de la ribera de la riera de Pineda eren molt extensos abans que intervingués l'home, podien arribar a ocupar uns 15 metres a banda i banda, ara només queden les restes d'aquesta vegetació.
Les arrels dels arbres que creixen al costat de la riera són poc fondes perquè no necessiten anar a buscar l'aigua molt en sota. Aquestes arrels que són superficials eviten l'arrossegament de la terra i l'erosió i també fan que l'aigua baixi més lentament minvant el perill de les rierades, també en baixar més lentament, major quantitat d'aigua es filtra als aqüífers. Per l'altra banda, el fet de tenir arrels superficials, fa que aquests arbres siguin més fàcils de tombar quan hi ha una ventada forta.
Aquesta vegetació protegeix els marges contra l'erosió, permet una intensa activitat animal, proporciona una sensació de frescor i manté la humitat i el paisatge natural.

## Barris i entitats de població
| Entitat de població | Habitants (2023) |
| Pineda de Mar       | 27.820           |
| Can Carreres        | 470              |
| Can Feliu de Merola | 405              |
| Montessoi           | 56               |
| Font: Idescat       |                  |

## Demografia
| 1497 f | 1515 f | 1553 f | 1717 | 1787  | 1857  | 1877  | 1887  | 1900  | 1910  |
| ------ | ------ | ------ | ---- | ----- | ----- | ----- | ----- | ----- | ----- |
| 122    | -      | 119    | 493  | 1.663 | 1.855 | 1.609 | 1.859 | 1.807 | 1.889 |

| 1920  | 1930  | 1940  | 1950  | 1960  | 1970  | 1981   | 1990   | 1992   | 1994   |
| ----- | ----- | ----- | ----- | ----- | ----- | ------ | ------ | ------ | ------ |
| 2.185 | 3.275 | 3.004 | 3.188 | 3.718 | 7.776 | 11.739 | 15.858 | 16.587 | 16.587 |

| 1996   | 1998   | 2000   | 2002   | 2004   | 2006   | 2008   | 2010   | 2012   | 2014   |
| ------ | ------ | ------ | ------ | ------ | ------ | ------ | ------ | ------ | ------ |
| 17.884 | 18.585 | 20.057 | 21.958 | 23.539 | 25.504 | 25.931 | 25.893 | 26.066 | 25.948 |

| 2016   | 2018   | 2020   | 2022   | 2024   | 2026 | 2028 | 2030 | 2032 | 2034 |
| ------ | ------ | ------ | ------ | ------ | ---- | ---- | ---- | ---- | ---- |
| 26.240 | 26.659 | 27.984 | 28.083 | 29.455 | -    | -    | -    | -    | -    |

## Història
Diversos vestigis d'època ibèrica (segle IV aC) trobats a diferents indrets del municipi de Pineda (al turó de Montpalau i prop del Mas Castellar) testimonien el poblament del terme des d'èpoques ben remotes. Els assentaments ibèrics són força nombrosos a tot el Maresme, poblat per la tribu dels laietans, el territori de la qual ocupava tota la franja litoral des del Llobregat fins a la Tordera; els seus habitants se situaven en petits promontoris allunyats de la costa.
L'intens procés de romanització de la comarca a partir del segle I aC conduí a la progressiva ocupació de la zona costanera, on aparegueren nombroses vil·les, ben comunicades a través del brancal de la Via Augusta, que conduïa fins a Bàrcino. A Pineda hi ha restes d'una important vil·la romana al mas de Can Roig, on desembocava el llarg aqüeducte romà de Can Cua, quatre arcades del qual són encara prou visibles.

### L'alta edat mitjana
Després de l'ocupació àrab, a partir del segle ix, el terme de Pineda formava part d'una gran demarcació que anava des de la Tordera a Caldetes. A partir del segle xi apareix en la documentació el castell de Montpalau que, juntament amb el de Palafolls, es repartia la jurisdicció de tot l'Alt Maresme. Les terres de Montpalau, en bona part despoblades, ocupaven un extens territori que comprenia les parròquies d'Arenys, Sant Iscle i Sant Cebrià de Vallalta, Hortsavinyà, Vallmanya i una gran part de Sant Pere de Riu i de Santa Maria de Pineda. Durant el segle xii, la senyoria superior del castell de Montpalau era en mans de la poderosa família dels Cabrera, que la van mantenir fins al segle xvi.
Pel que fa a la parròquia de Pineda, que aleshores comprenia el que avui són Calella i Santa Susanna, se sap que l'església de Santa Maria va ser consagrada el 1079. Durant aquella època no existia encara un nucli agrupat de poblament, només alguns masos dispersos al sector interior del terme.

### L'edat moderna
El creixement de Pineda continuarà lentament durant el segle xvi, quan s'edificarà l'actual plaça de Catalunya i un tram del camí del Mar, obert poc abans de començar la centúria. En aquella època hi havia molts atacs de pirates i corsaris turcs i barbarescs a les poblacions de la costa del Maresme, que van motivar la construcció de nombroses torres de guaita i defensa, com la torre de Sant Jaume, així com la fortificació de l'església parroquial, construïda de bell nou pocs anys abans. Una inscripció a la llinda del portal de l'església fa referència al cruent atac sofert per la població l'1 d'agost de 1545 per part de corsaris turcs capitanejats pel famós Turgut Reis.
El decurs del segle xvii hi ha un cert estancament en tota la comarca, dedicat exclusivament a les activitats agràries. Dos factors influïren negativament en el desenvolupament normal de la població: d'una banda, les guerres entre Espanya i França a partir de 1635, i alhora, les epidèmies de pesta que afectaren greument la comarca cap a la meitat de segle.
A partir del segle xviii, un cop acabada la guerra de Successió el 1714, Pineda, com tota la resta del país, assoleix un notable creixement demogràfic. Segons el cens de l'època, Pineda va passar de 493 a 1.163 habitants entre 1718 i 1787. Aleshores tenia 164 cases agrupades i 42 masies. En aquella època l'activitat econòmica es trobava ja més diversificada. A partir del llibre de viatges de Francisco de Zamora, que visità la contrada cap al 1790, se sap que a Pineda hi havia 22 barques de pesca, un vaixell de 60 tones i 3 de quatre tones, amb un total de 100 homes matriculats com a gent de mar. Tenia telers de lli i la major part de les dones es dedicava a la confecció de puntes o randes (Zamora parla de 750 dones amb un guany anual de més de 27.000 lliures). L'activitat bàsica seguia essent l'agricultura, fonamentada en la producció de vi i en el blat.

## Llocs d'interès
- Aqüeducte romà de Can Cua
- Església de Sant Pere de Riu
- Castell de Montpalau
- Església Parroquial de Santa Maria
- Mas Cànovas, masia del segle xiv
- Can Jalpí, masia documentada al segle xiv
- Can Palau de la Guitarra, masia
- Torre de Sant Jaume, torre de guaita del segle xvi.
- Torre de Merola, casalot documentat al segle xii.
- Molí fariner de can Marquès, del segle xiv
- Pont del Diable (Pineda de Mar), d'origen tardoromà
- Fundació Tharrats d'Art Gràfic, museu[4]
- Biblioteca Pública Manuel Serra i Moret, edifici noucentista antic, a la Plaça de les Mèlies, fou una de les primeres biblioteques obertes per la Mancomunitat de Catalunya, el 1922 (actualment no té ús de biblioteca que va ser traslladada al c/Progrès 22 i es emprada per activitats culturals i centre electoral).[5]
- Ràdio Pineda, creada el 10 de juliol de 1981, ha rebut diversos premis: Premi de la Fundació Rafael Peris (2001),[6] Premi Ràdio Associació de Catalunya Al programa Dones a l'ona (2005),[7] Premi Barcelona de Seguretat Viària Al programa Mobilitat segura (2005)[8] Premi Rosalia Rovira d'emissores municipals, al Millor programa informatiu i divulgatiu, per Dones a l'ona (2006).[9]

## Persones il·lustres
- Pau Mestre Xaubet (Pineda de Mar, 1839 - Blanes, 1911), músic, sonador de cornamusa.
- Narcís Feliu i Costa (Pineda de Mar, 1877 - Tarragona, 1936), sacerdot i professor a Tarragona, on morí assassinat al començament de la Guerra Civil; és venerat com a beat màrtir per l'Església Catòlica.
- Joaquim Soms i Janer (1914-2012), compositor de sardanes
- Nino Buscató (1940), exjugador de bàsquet
- Lluís Maria Panyella, animador infantil en actiu des del 1972.
- Joan Morell i Comas (Pineda de Mar, 1962), polític, alcalde de Pineda i diputat al Parlament de Catalunya en la VIII, IX i X legislatures.
- Míriam Iscla i Aragonès (Pineda de Mar, 1966), actriu.
- Pere Aragonès i Garcia (1982), polític i 132è president de la Generalitat de Catalunya.

### Residents
- Sara Llorens Carreres (Lobos, Argentina, 1881 - Perpinyà, 1954), folklorista, mestra i escriptora, esposa de Manuel Serra i Moret, hi visqué entre 1885 i 1938.
- El pedagog Salvador Genís i Bech (La Jonquera, Alt Empordà, 1841 - Pineda de Mar, Maresme, 1919) hi va morir.
- Entre 1933 i 1939, hi fou bibliotecària Antònia Parés Macià (Lloret de Mar, 1913 – Barcelona, 1987).
- Manuel Serra i Moret (Vic,1884 - Perpinyà,1963), alcalde de Pineda de Mar 1914-1923, fundador de la Unió Socialista de Catalunya, diputat del Parlament de Catalunya i del Parlamento de la República, acabada la Guerra Civil va ocupar diversos càrrecs al govern en l'exili- (Una de les dues biblioteques de Pineda de Mar porta el seu nom com a homenatge)
- Josep Aragonès i Montsant (1928-1992), alcalde de Pineda de Mar entre 1963 i 1987, empresari, industrial i hoteler. President del partit polític Reforma Democràtica de Catalunya.
- El filòleg i lingüista Joan Coromines s'hi establí i hi visqué des de 1967 fins a la seva mort, escrivint bona part de la seva obra a Pineda. La casa, que ell mateix va fer construir, és al número 30 del carrer de Cristòfor Colom.
- Vicenç Riera i Llorca (Barcelona, 1903 - Pineda de Mar, 1991), escriptor i periodista, hi visqué des de 1969.
- Joan-Josep Tharrats i Vidal (Girona, 1918 – Barcelona, 2001), pintor, teòric d'art i editor, hi fundà en 1991 la Fundació Tharrats d'Art Gràfic.
- Josep Cebrià (Vila de Gràcia, 1914- Pineda de Mar, 2002), cartellista i pintor, hi visqué i morí.
- Manuel Pertegaz (Olba, Teruel,1918 - Barcelona 2014, enterrat a Sant Pere de Riu), reconegut modista de fama internacional, va ser pretès com a successor l'any 1957 per la casa Christian Dior a la mort d'aquest. L'any 1961 compra la Torre de Sant Jaume (Pineda de Mar) on compagina la seva vida personal i laboral durant molts anys, en establir un estudi de disseny d'alta costura.

## Galeria d'imatges

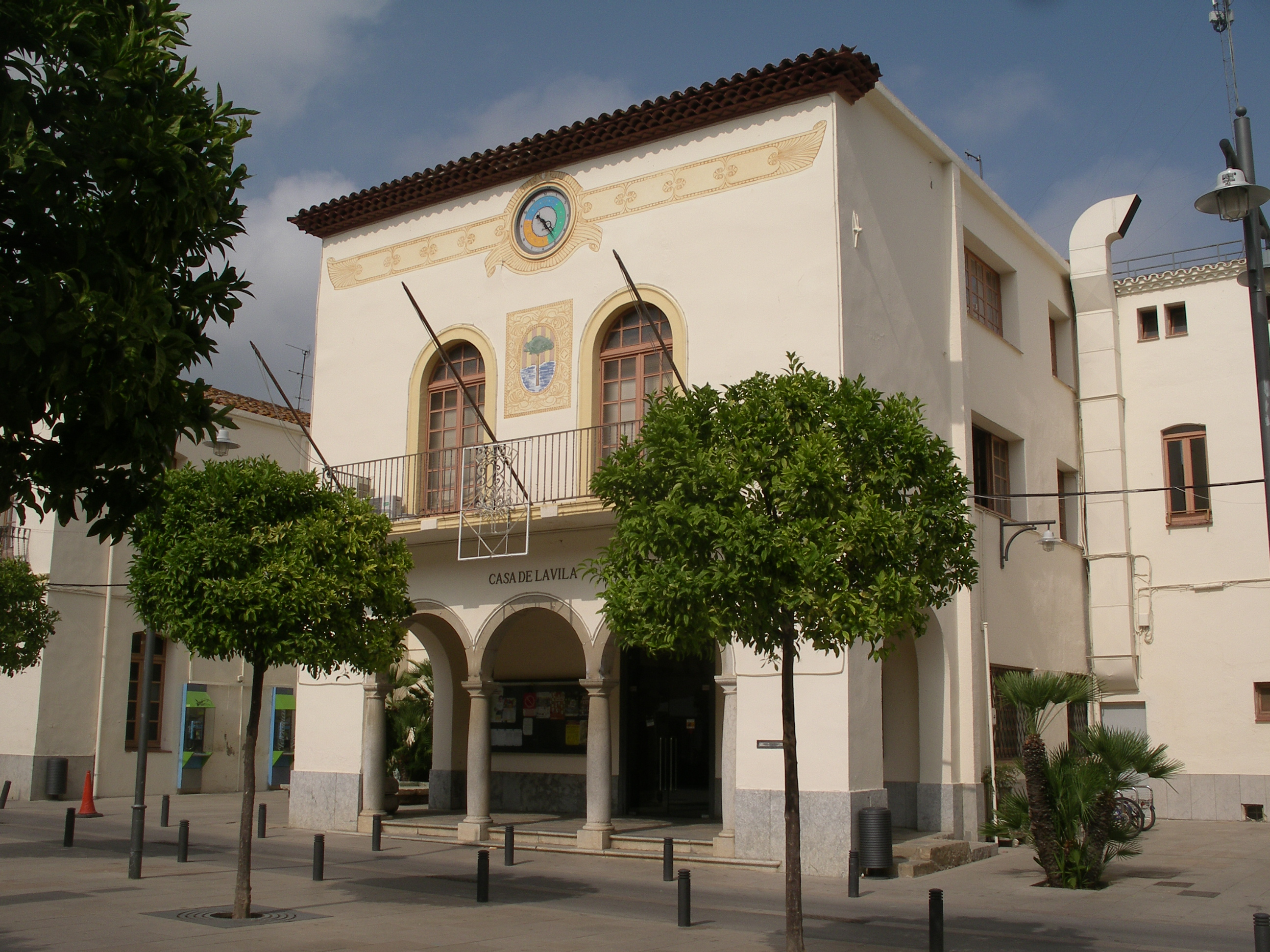
Ajuntament de Pineda de Mar
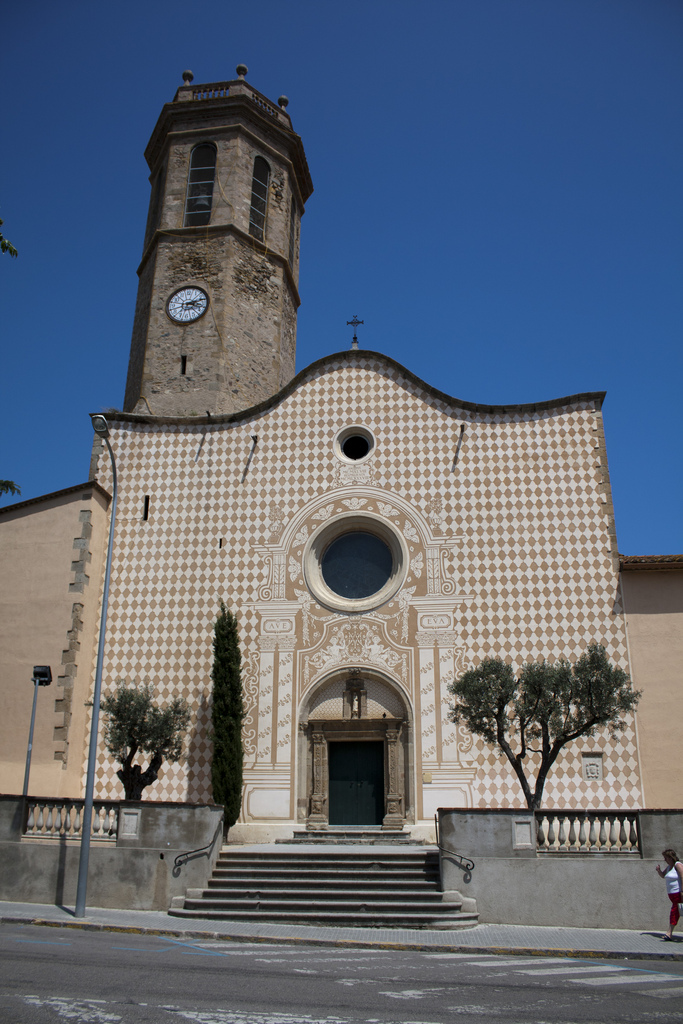
Església de la ciutat
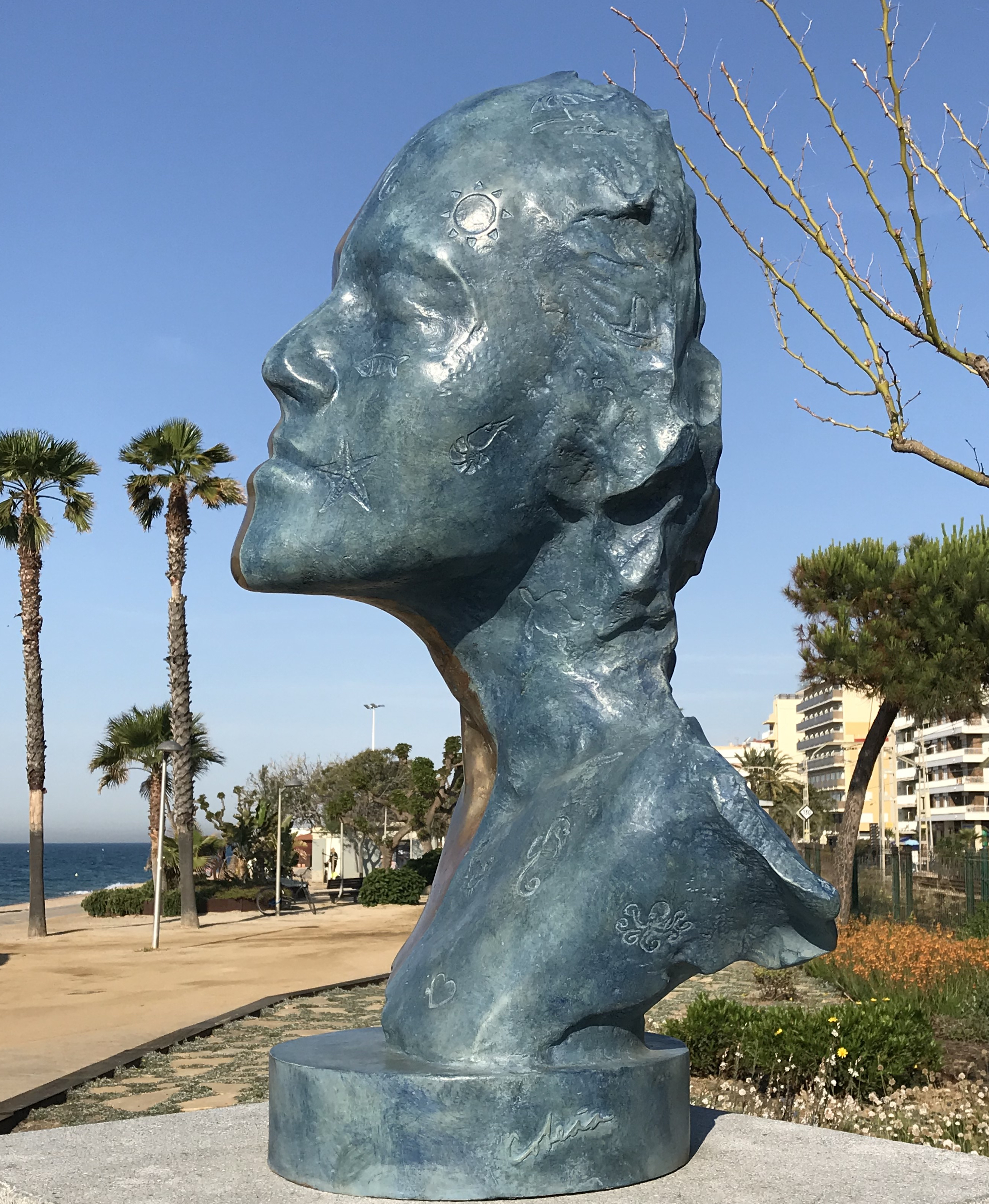
Escultura a la platja dels pescadors (obra de Teddy Cobeña)
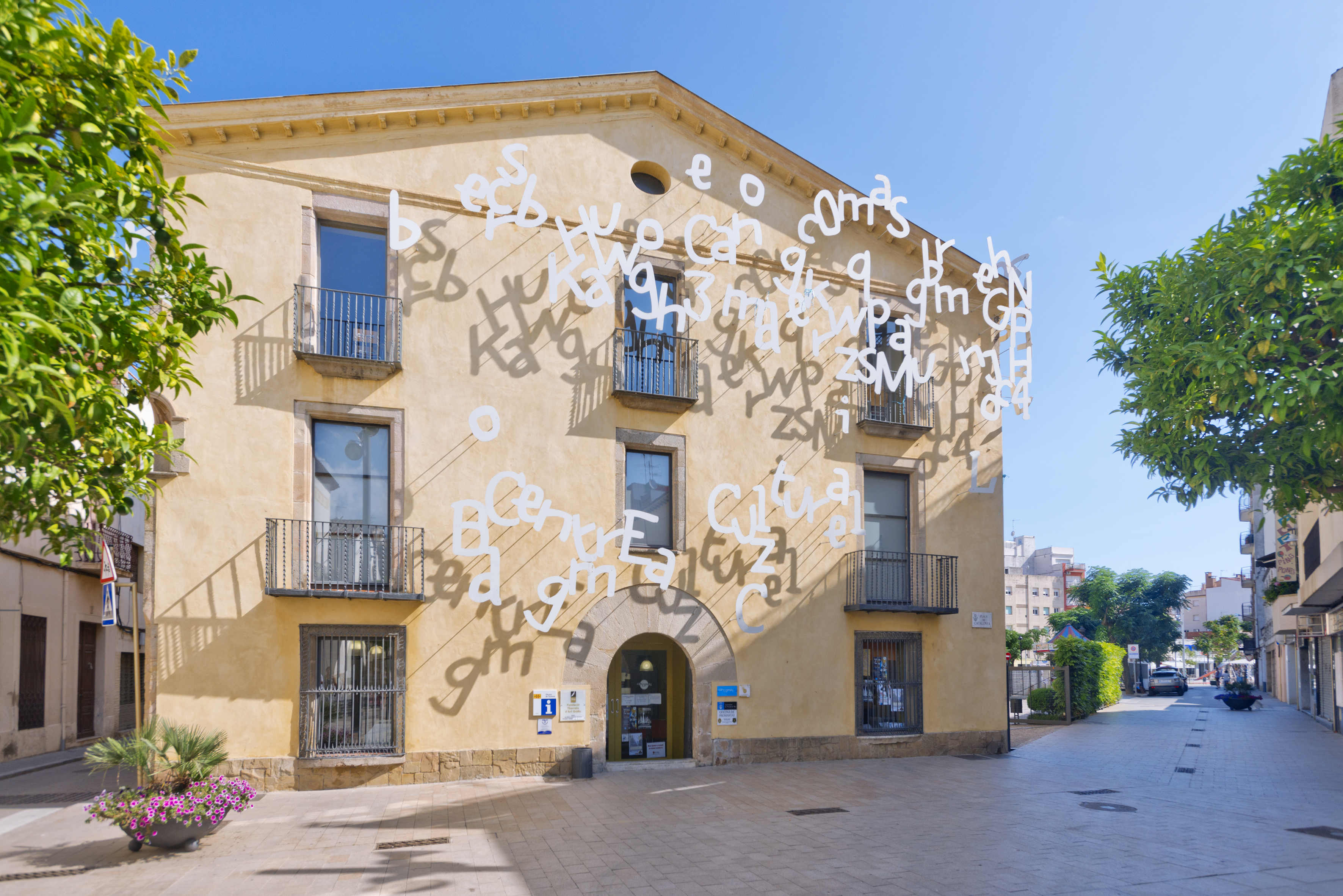
Espai cultural 'Can Comas'
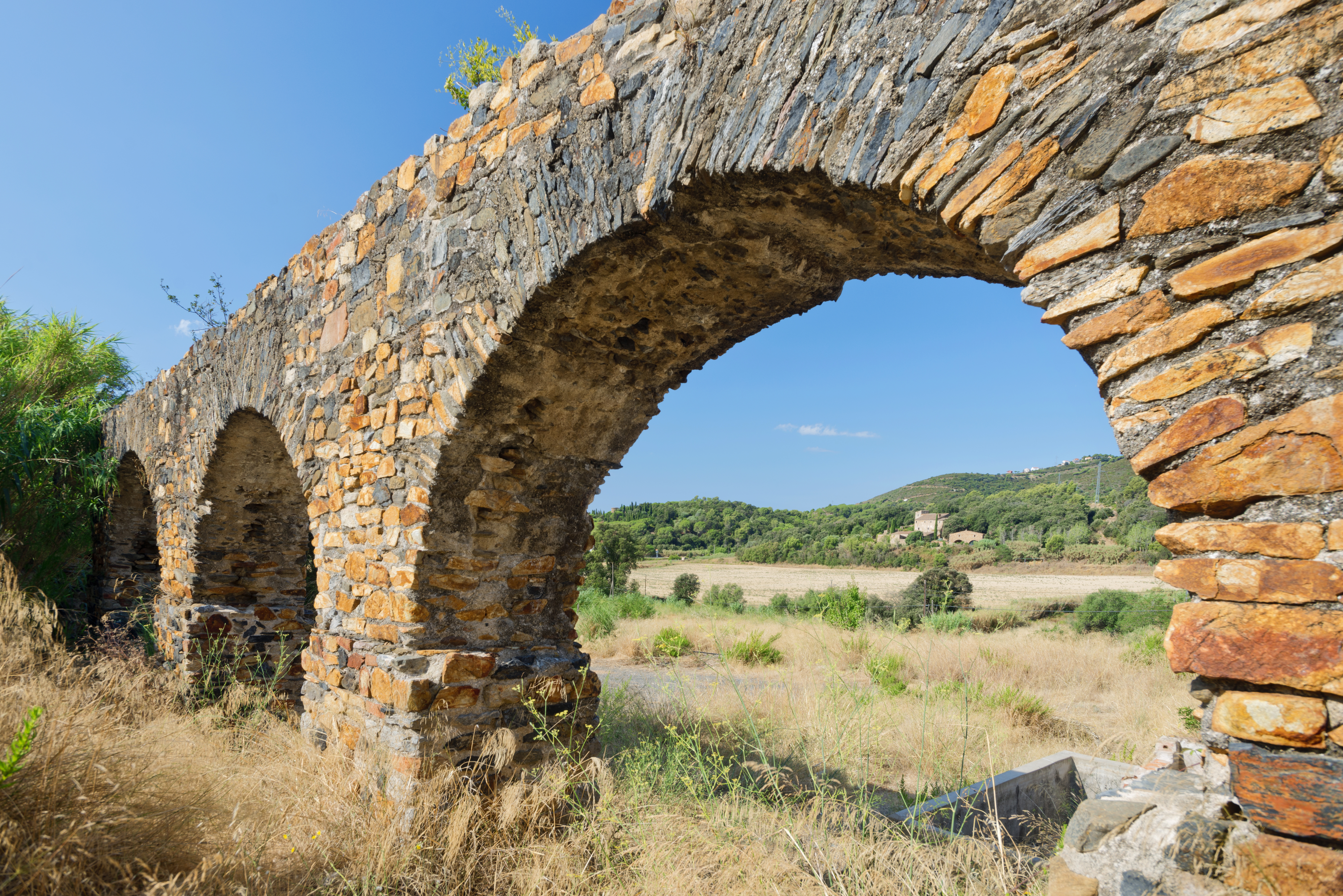
Can Cua

## Poblacions agermanades
Pineda de Mar està agermanada amb les següents viles:
- Arles, (Vallespir, Catalunya Nord)
- Frontinhan, (Occitània)